# Anheuser-Busch
Společnost Anheuser-Busch Companies, Inc. je největší pivovarnický podnik v USA. Patří pod belgickou síť pivovarů Anheuser-Busch InBev, což je největší společnost zabývající se výrobou a prodejem piva na světě. Od roku 1907 vede rozsáhlé soudní spory s českým pivovarem Budějovický Budvar o ochrannou známku Budweiser, z nichž většinu prohrál.